# Colegio Castiglioni Brugnatelli
Colegio Castiglioni Brugnatelli puede considerarse el colegio universitario más antiguo de Pavía, fundado por el cardenal Branda Castiglioni en 1429.

## Historia
En 1429, el cardenal Branda Castiglioni, que había estudiado en la Universidad de Pavía, decidió fundar un colegio en la ciudad que albergaría, en un principio, a 24 estudiantes pobres pero meritorios, 18 italianos y seis extranjeros. El mismo cardenal también redactó los primeros estatutos del colegio, que fueron aprobados por el Papa Martín V. Además, Branda Castiglioni también logró obtener privilegios del Papa y del emperador Segismundo, incluida la exención de impuestos para el colegio y sus estudiantes. El cardenal, además de los bienes esenciales para su existencia, dotó a su fundación de un refectorio, un jardín, una rica biblioteca y una capilla y también donó al colegio vastas propiedades agrícolas en el campo de Pavía. A lo largo de varios siglos de historia, el Colegio ha pasado por varios períodos de dificultad. Por ejemplo, en el siglo XVI, durante la primera fase de la guerra entre Carlos I y Francisco I, que involucró fuertemente a Pavía, donde también tuvo lugar la famosa Batalla de Pavía, el Colegio tuvo que albergar a estudiantes españoles y alemanes e incluso fue cerrado durante algún tiempo. Sin embargo, en 1533, el Colegio estaba abierto y en 1535 albergaba a dieciséis estudiantes. En la segunda mitad del siglo XVI, el cardenal Francesco Abbondio Castiglioni se hizo cargo del colegio, reorganizó su situación económica y aumentó el número de alumnos a más de veinte en 1570. En 1640 se modificaron los estatutos del colegio, pero la institución comienza a pasar por una fase de decadencia, tanto que en 1770, el ministro Plenipotenciario de la Lombardía austríaca, Karl Joseph von Firmian, decide fusionarlo con otros colegios de Pavía y reformarlo. En 1804, el colegio se adjuntó al cercano Colegio Ghislieri y en 1805 fue vendido al químico Louis Valentino Brugnatelli, quien lo convirtió en la casa de la familia Brugnatelli. En 1928, Luigi Brugnatelli, profesor de mineralología en la Universidad de Pavía y nieto de Louis Valentino Brugnatelli, donó el edificio a la Universidad de Pavía que, después de una cuidadosa restauración, lo reabrió en 1948 y lo transformó en un Colegio Castiglioni Brugnatelli.

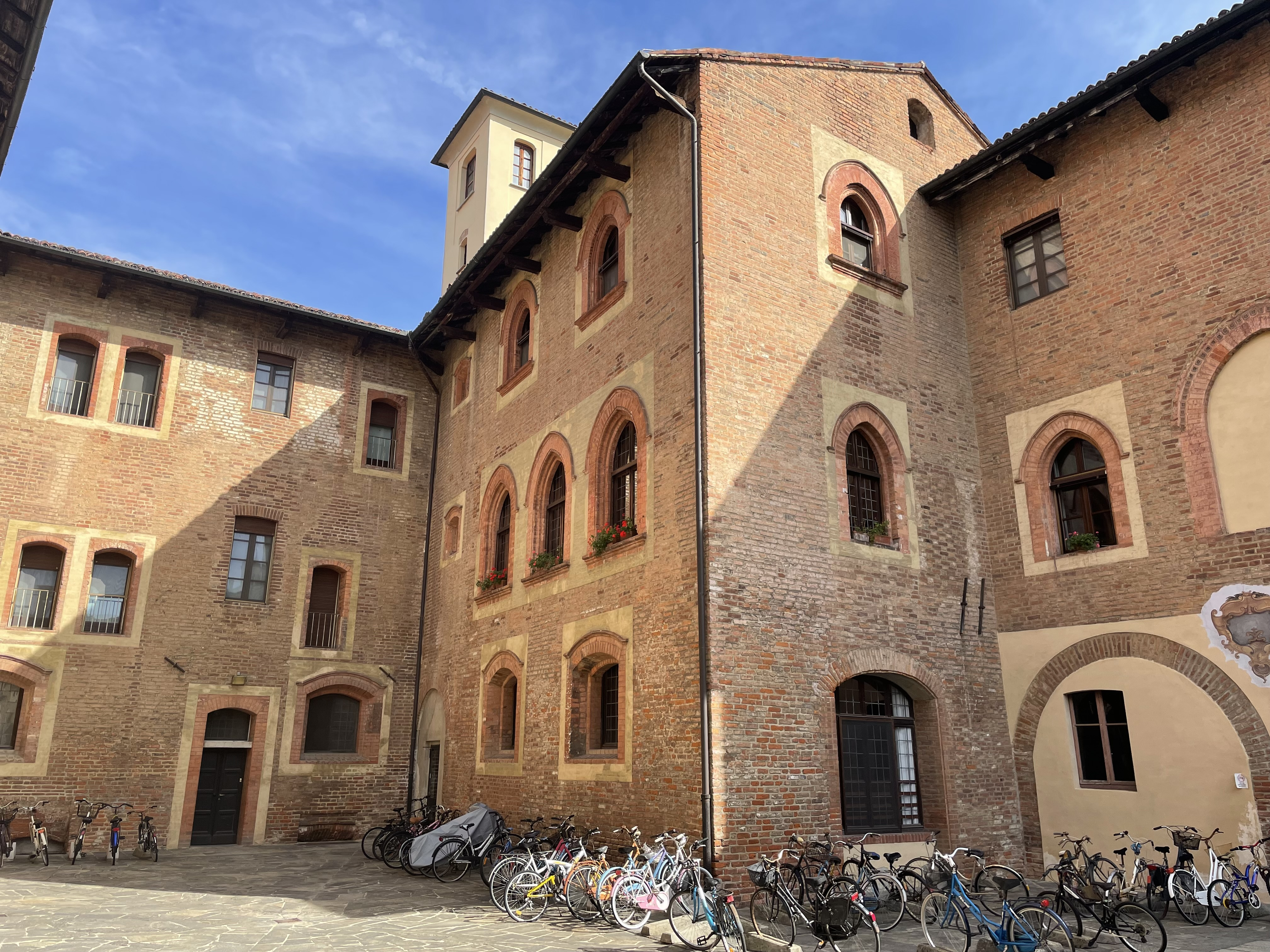
El patio de la facultad.
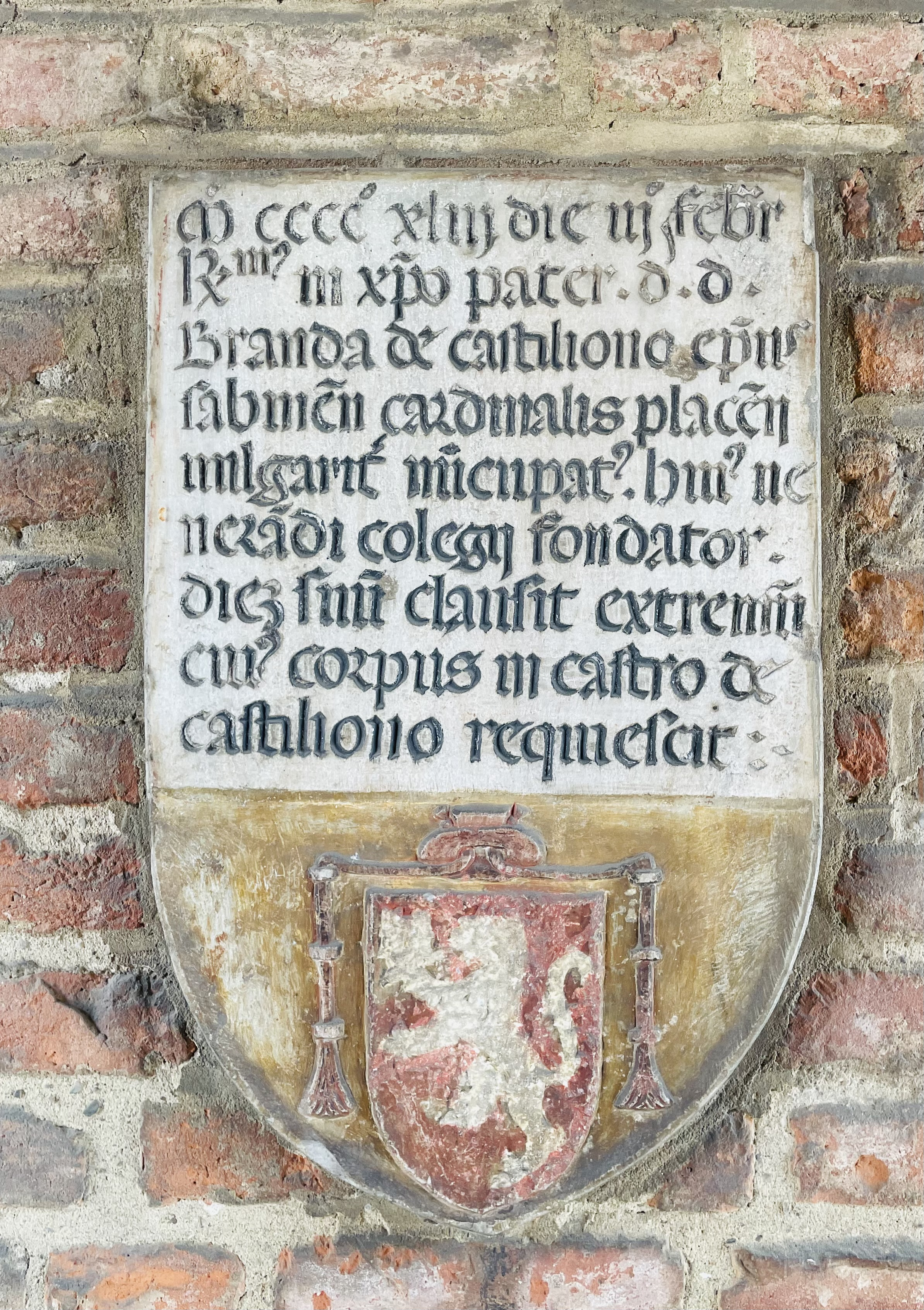
Placa conmemorativa a la fundadora, Branda Castiglioni (siglo XV).
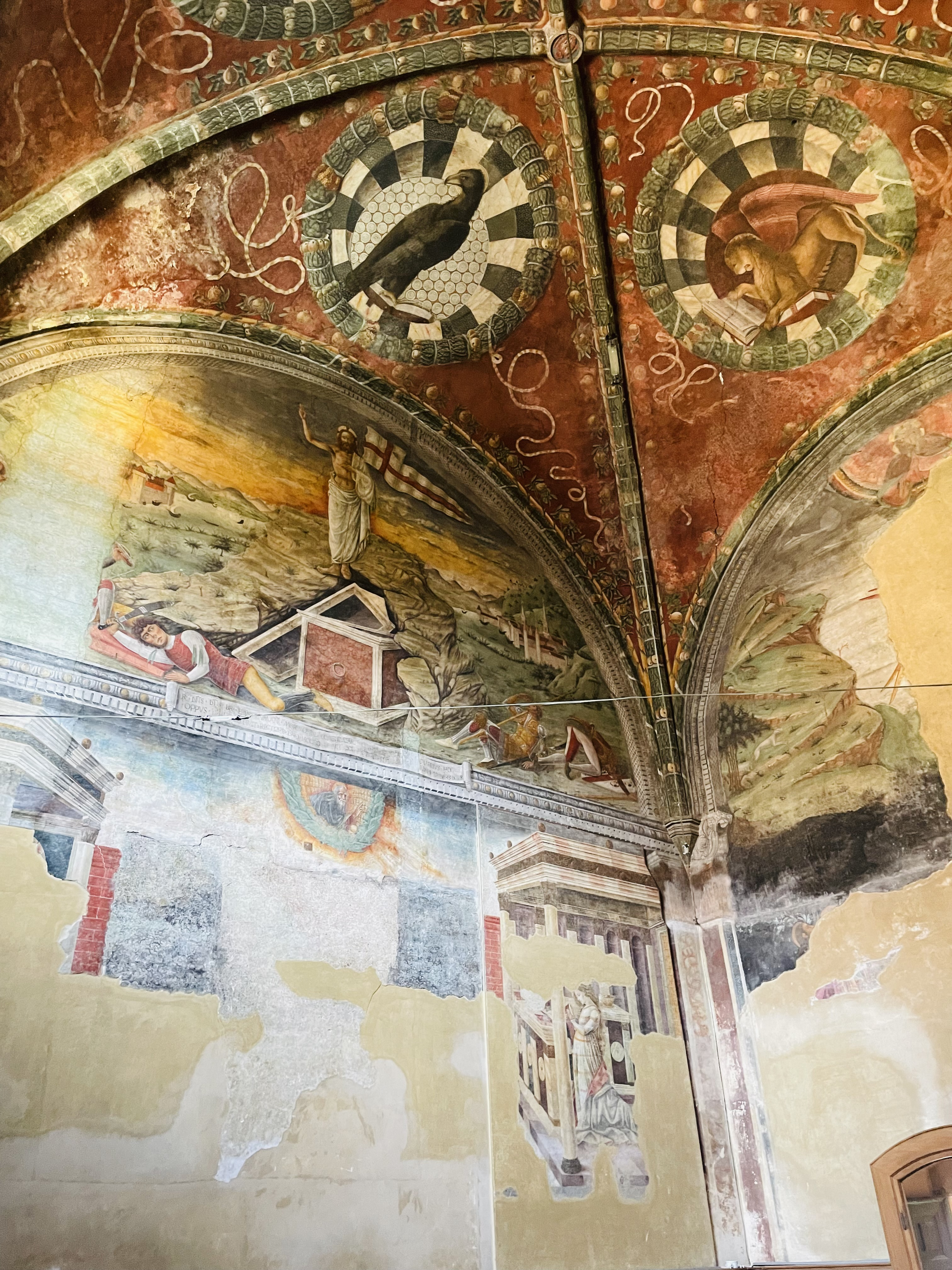
Bonifacio Bembo, frescos en la capilla, 1475.
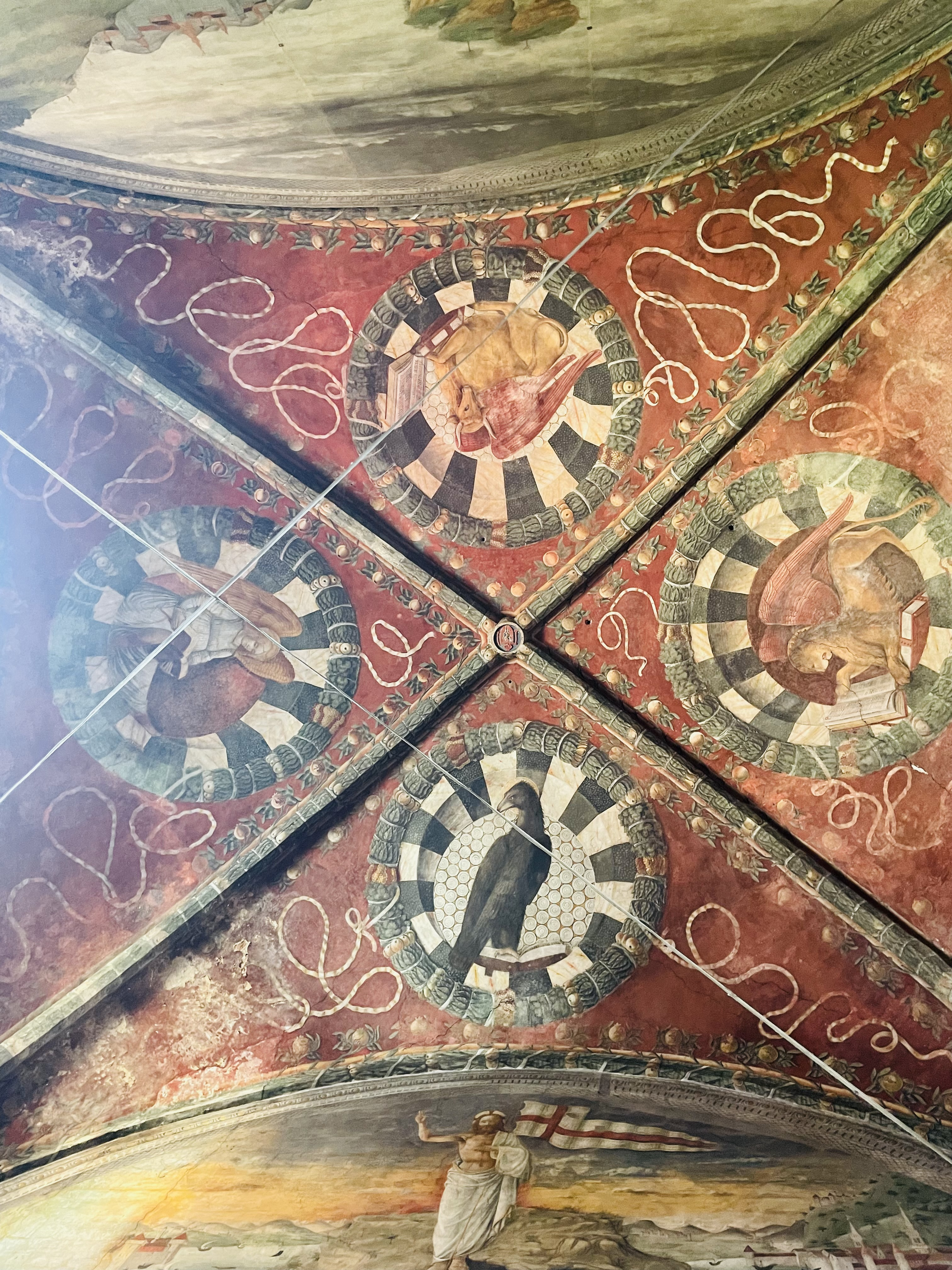
Bonifacio Bembo, frescos en la bóveda de la capilla, 1475.

## Arquitectura
El edificio actual es el resultado de varias intervenciones progresivas que han modificado, en parte, la construcción original, documentando la larga historia del edificio, sus cambios de titularidad y los usos previstos. La estructura antigua y monumental se distribuye en tres plantas sobre rasante con niveles escalonados y tiene mampostería de ladrillo a la vista. El edificio tiene una planta en forma de U que define un gran patio rectangular en su interior. En este edificio destacan el oratorio, que cuenta con pinturas de gran interés que datan de 1475, y la obra de Bonifacio Bembo, que se alojó en el colegio ese año y que también trabajó en el castillo Visconti de Pavía. El oratorio consta de un salón cuadrado cubierto con bóvedas de crucería en cuyo interior, en guirnaldas de flores y frutos, se encuentran cuatro medallones con los símbolos de los evangelistas, mientras que los pliegues están flanqueados por festones que resaltan sobre el fondo rojo oscuro; en los muros están representadas La Resurrección (muro norte), La Natividad y La Adoración de los Reyes Magos.